# Tasmanaria monticola
Tasmanaria monticola is een hydroïdpoliep uit de familie Sertulariidae. De poliep komt uit het geslacht Tasmanaria. Tasmanaria monticola werd in 2001 voor het eerst wetenschappelijk beschreven door Watson & Vervoort. 